# Jubileusz (film)
Jubileusz (ang.: Jubilee) – brytyjski dramat muzyczny z roku 1977 w reżyserii Dereka Jarmana. Zdjęcia kręcono w Londynie. W filmie, przy boku Jenny Runacre i Iana Charlesona, występują gwiazdy punk rocka, m.in. Toyah Willcox i Siouxsie Sioux.

## Fabuła
Jest rok 1578, czyli okres panowania królowej Anglii, Elżbiety I. Monarchini pragnie odbyć podróż w czasie, aby dowiedzieć się, co w przyszłości czeka jej kraj i naród. Przy pomocy nadwornego astrologa Johna Dee na skrzydłach anioła Ariela przenosi się do Anglii w roku 1978. Królowa, docierając na miejsce odkrywa, że znajduje się w całkowicie innej i obcej dla niej rzeczywistości. Miasto stało się miejscem outsiderów i artystów undergroundowych, ogarniętych gorączką punk rocka. W tym czasie w Londynie trwają przygotowania do uroczystości jubileuszu koronacji Królowej.

## Obsada
- Jenny Runacre jako Bod oraz królowa Elżbieta I
- Nell Campbell (w czołówce jako Little Nell) jako Crabs
- Toyah Willcox jako Mad
- Jordan jako Amyl Nitrite
- Hermine Demoriane jako Chaos
- Ian Charleson jako Angel
- Karl Johnson jako Sphinx
- Linda Spurrier jako Viv
- Neil Kennedy jako Max
- Jack Birkett (w czołówce jako Orlando) jako Borgia Ginz
- Jayne County (w czołówce jako Wayne County) jako Lounge Lizard
- Richard O’Brien jako John Dee
- David Brandon (w czołówce jako David Haughton) jako duch Ariel
- Helen Wellington-Lloyd (w czołówce jako Helen) jako Lady in Waiting
- Adam Ant jako Kid
- Steven Severin jako on sam (nie wymieniony w czołówce)
- Sid Vicious (nie wymieniony w czołówce)
- Siouxsie Sioux (nie wymieniona w czołówce)